# Aprendizagem organizacional
Em Administração, a aprendizagem organizacional é o alcance de novos conhecimentos de forma variável e constante sob as dinâmicas e demandas empresariais, seja de maneira direta ou indireta, seja ela dentro ou fora das empresas.
O processo vivenciado pelas organizações em termos de mudanças para a competitividade caracteriza-se, cada vez mais, por mudanças rápidas, profundas e abrangentes em contraste às transformações evidenciadas na década passada quando o diferencial competitivo centralizava-se na questão do preço e qualidade do produto.
O conceito de aprendizagem organizacional baseia-se em várias disciplinas como psicologia, administração, sociologia e antropologia e é extremamente importante para ampliar os conhecimentos dentro da empresa. Esse processo de ampliação dos conhecimentos acontece de forma contínua e pode gerar novos conhecimentos ou aprimorar outros, além de que, quando aplicado em benefício da organização, se torna uma vantagem competitiva. 
A aprendizagem organizacional está estritamente ligada a aprendizagem individual, que é o processo pelo qual habilidades, valores, conhecimentos ou comportamentos individuais são adquiridos ou modificados. 
Esses dois tipos de aprendizagem podem acontecer simultaneamente e a aprendizagem organizacional depende da capacidade individual que uma pessoa possui de fazer a junção de conhecimentos formais e informais, permitindo que a organização possa criar seus próprios modelos de gestão de acordo com suas necessidades e nos resultados desejados.Como reflexo dessas mudanças observa-se no contexto organizacional uma valorização cada vez maior das pessoas. Este fato pode ser atribuído, entre outras razões, à necessidade que as organizações enfrentam em oferecem respostas mais rápidas e que abrangem questões complexas, como as novas formas de organização do trabalho e as posturas das pessoas, na busca de práticas mais efetivas.
Os principais elementos da Aprendizagem Organizacional que representam uma potencial contribuição para a gestão de competências gerenciais referem-se às questões de interação entre as pessoas (reflexões que privilegiam o coletivo), visão processual (desenvolvimento contínuo) e a ênfase na questão pragmática (práticas no trabalho).

## Características organizacionais
As organizações que aprendem possuem cinco características principais, que são: o pensamento sistêmico, domínio pessoal, modelos mentais, uma visão compartilhada e de aprendizagem equipe.
1. Pensamento sistêmico: ajuda a enxergar as coisas como parte de um todo, não como peças isoladas, bem como criar e mudar a sua realidade.
2. Domínio pessoal: possibilita concentrar as energias, desenvolver a paciência e ver a realidade de forma objetiva, ajuda a esclarecer aquilo que realmente é importante.
3. Modelos mentais: As informações preliminares utilizadas pelos indivíduos e organizações são os chamados modelos mentais. Na aprendizagem organizacional estes modelos devem ser contestadas, "lembranças" que preservam certos comportamentos, normas e valores precisam ser contestados e até mesmo desaprendidos caso necessário.
4. Visão compartilhada: A visão compartilhada é construída mediante as visões individuais de funcionários de todos os níveis da organização. Embora a visão compartilhada possa ser dificultada pelas estruturas organizacionais tradicionais e centralizadas, pode oferecer uma vantagem competitiva muito grande quando aplicada, portanto, as organizações de aprendizagem tendem a ter estruturas organizacionais planas, descentralizadas.
5. Aprendizagem em equipe: Essa característica mostra que aprendizagem moderna acontece de forma melhor em grupo e não individualmente. Na equipe, o diálogo facilita a aprendizagem produz resultados, seus integrantes crescem mais rapidamente. As organizações que aprendem normalmente têm excelentes estruturas de gestão do conhecimento, permitindo a criação, aquisição, divulgação e aplicação desse conhecimento na organização.[4]

## Formas de aprendizagem
A aprendizagem organizacional pode acontecer de várias formas, dentre elas, pode-se citar:
- Experiência do profissional: São experiências (boas ou ruins) que acontecem ao longo do tempo que servem como aprendizado. Essas experiências fazem com que o profissional crie estratégias de contingências para não cometer os mesmo erros novamente.
- Aprendizagem cultural: É adquirida por meio da interação com a cultura da empresa.
- Aprendizagem com o líder: Contato realizado com líderes, gerentes, coordenadores e conhecimentos trocados entre as partes.
- Aprendizagem prática: Em contato com suas funções o profissional adquire vários conhecimentos que possibilitam um desenvolvimento contínuo.
- Aprendizagem sistemática: Ocorre por meio da observação de toda a organização e seus processos.
- Compartilhamento de informações: A circulação de informações dentro da empresa facilita que as decisões sejam realizadas de maneira assertiva.
- Benchmarking: É a busca vantagem competitiva analisando práticas de outras empresas.
- Aprendizagem em grupo: Acontece de forma coletiva na difusão de conhecimentos, além de troca de experiências.[5]

## Tipos de aprendizagem
Existem três tipos básicos de aprendizagem organizacional: apreender para melhorar o conhecimento organizacional, a aprendizagem voltada para a criação de um novo conhecimento organizacional (inovação) e a disseminação ou transferência do conhecimento para diversas áreas da organização.
O processo de inovação dentro da organização é extremamente importante, pois, com as atuais mudanças no mundo competitivo as empresas buscam cada vez se destacar no mercado. A inovação é a geração de novas ideias e são essas ideias que levam a criação de novos conhecimentos, novos produtos e novos processos. 
A formação de equipes multidisciplinares em toda a empresa é fundamental para que a inovação aconteça mais rapidamente, e isso é uma confirmação de que uma empresa necessita de visão compartilhada.

## Endomarketing como ferramenta de aprendizagem
Endomarketing é a nova ferramenta de aprendizagem que busca associar princípios do marketing tradicional com o objetivo de identificar as necessidades internas da organização.
O conhecimento organizacional é atualmente um diferencial de mercado, nada melhor do que entender e usar a favor da empresa as informações que estão disponíveis no meio, para isso o endomarketing maximiza as cinco características principais de aprendizagem. Através do pensamento sistêmico o endomarketing visa integrar os trabalhadores aos objetivos organizacionais, tornando os a parte (funcionário) do todo (empresa). O domínio pessoal associado ao endomarketing possibilita promover ideias, projetos e valores úteis à empresa. O endomarketing tem o objetivo de estimular a aceitação da missão, objetivos, estratégias e táticas do negócio, podendo assim estar associado aos modelos mentais, assegurando informações contínuas e a retroalimentação. O endomarketing atinge todos os níveis da organização, devido a isso se associado à visão compartilhada, possibilita estimular a participação de todos os envolvidos no processo. A aprendizagem em equipe conforme descrita no processo de aprendizagem acontece melhor do que no quesito individual, se associada ao endomarketing esta ferramenta consegue estabelecer canais de comunicação interpessoal, vencer as resistências a mudanças, e até mesmo atrair, desenvolver e reter novos talentos. 
Ao identificar através do endomarketing as necessidades internas da organização, o processo de aprendizagem beneficia a organização proporcionando uma vantagem competitiva e é traz benefícios também para os funcionários que terão seus processos de aprendizagem organizacional maximizados.

## Aprendizagem e cultura organizacional
A cultura organizacional é o conjunto de valores, crenças, rituais e normas adotadas por uma determinada organização e pode facilitar ou dificultar a aprendizagem dentro da organização podendo ter retornos positivos ou negativos. Para encontrar a solução de um determinado problema na organização é necessário que os envolvidos estejam abertos a desaprender o processo habitual realizado, e buscar soluções novas, e isso pode se tornar uma dificuldade no sentido de que algumas pessoas não estão dispostas a abandonar experiências antigas que lhe remetem a segurança e ao comodismo.